# Сапега, Казимир Владислав
Казимир Владислав Сапега (пол. Kazimierz Władysław Sapieha; 1650, Кодень (ныне Люблинское воеводство Польши — 29 апреля 1703, с. Копылы) — государственный и военный деятель Великого княжества Литовского и Речи Посполитой конца XVII — начала XVIII века. Подстолий великий литовский (1685), стольник великий литовский (1686), подскарбий надворный литовский (1686—1689), каштелян трокский (1689—1697), воевода трокский (1697—1703), староста брестский.

## Биография
Представитель знаменитого литовского шляхетского рода Сапег герба Лис в Великом княжестве Литовском. Второй сын писаря польного коронного Яна Фредерика Сапеги (1618—1664) и Констанции Гербут. Братья — воевода брацлавский Николай Леон и епископ жмудский Павел Франтишек.
Обучался в иезуитских коллегиях Львова и Бранево. Затем отправился в путешествие по странам Европы с целью продолжения образования. Побывал в Италии, Франции, Германии и Нидерландах. Вернувшись на родину в 1673 году, участвовал в битве под Хотином. В 1670-х годах половина Гольшан (с замком) перешла во владение Казимира Владислава Сапеги.
В 1676 году в журавском сражении во время битвы двадцатитысячной армии под командованием польского короля Яна III Собеского с объединенными турецкими отрядами и сорокатысячным татарским войском, Казимир Владислав Сапега командовал двумя хоругвями.
В 1683 году был послом в сейме.
Участник Венской битвы. Во главе своей легкой литовской кавалерийской хоругви, набранной из черкесов (так называемой пятигорской конницы), в том же году выступил в поход войска литовского на Словакию и Венгрию. В марте 1685 получил должность помощника стольника (подстолия) великого литовского, а в октябре 1686 — стал стольником великим литовским.
В декабре 1686 Казимир Владислав Сапега — подскарбий надворный литовский. В ноябре 1689 получил титул каштеляна трокского.
Во время выборов короля Речи Посполитой в 1697 году отдал свой голос за Августа Сильного, за что при коронации в Кракове нового короля 1 октября 1697 стал воеводой Трокского воеводства.
В начале 1699 тяжело заболел. Умер Казимир Владислав Сапега 29 апреля 1703 г. в Копылах.

## Семья и дети
Казимир Владислав Сапега был дважды женат. В 1678 году женился на Франциске Копец (1659—1690), в браке с которой имел детей:
- Ян Фредерик Сапега (1680—1751), канцлер великий литовский
- Николай Сапега (1689—1716), староста мстиславский
- Юстина Анна Сапега, жена графа Юзефа Стефана Красицкого
- Сесилия София Сапега (1688—1762), 1-й муж с 1710 года староста блуденьский и полковник литовских войск Ян Кароль Ходкевич (1686—1712), 2-й муж подкоморий виленский Михаил Тизенгауз.

В 1691 году, овдовев, вторично женился на Анна Винценте Фредро (ум. 1733), от брака с которой детей не оставил.